# Ángel Valdivia
Ángel Valdivia Morriberón (Arequipa, 2 de octubre de 1914-Lima, 1982) fue un militar y político peruano, que fue ministro de Hacienda y Comercio del gobierno militar de Juan Velasco Alvarado, de octubre de 1968 a marzo de 1969. Fue el último ministro que encabezó dicha cartera con la denominación de Hacienda y Comercio, pues luego pasó a llamarse de Economía y Finanzas.

## Biografía
Nació en Arequipa, siendo sus padres Benicio Valdivia y Gabina Morriberón. Cursó sus estudios escolares en el Colegio Nacional de la Independencia Americana de su ciudad natal.
Ingresó a la Escuela Militar de Chorrillos, de donde egresó en 1939 como alférez. Empezó prestando servicios en el Grupo de Artillería N.º1 y como instructor de Batería en la Escuela de Aplicación de Artillería.
Entre 1962 y 1963, ejerció como jefe del Instituto Nacional de Planificación. En 1964, por Resolución Legislativa N.º 14836, fue ascendido al rango de general de brigada.

### Ministro de Estado
Durante el golpe de Estado de 3 de octubre de 1968 que encabezó el general Juan Velasco Alvarado, se puso de lado de los golpistas, aunque sin someterse del todo a su ideología. Formó parte del primer Consejo de Ministros del gobierno militar, asumiendo la cartera de Hacienda y Comercio.  Y por Decreto Ley N.º 17176 de 26 de noviembre de 1968, fue ascendido al grado de general de división.
Mantuvo discrepancias con el proceso de reformas implementado por el gobierno militar, lo que precipitó su renuncia el 3 de marzo de 1969. Fue reemplazado por el general Francisco Morales Bermúdez, en cuyo periodo el ministerio pasó a denominarse de Economía y Finanzas.